# 有效加速主義
有效加速主義，簡稱e/acc，是一種強烈擁護科技發展的新興哲學思潮。 有效加速主義的倡導者相信人工智慧的進步會讓社會更加平等化，因此必須大力發展人工智慧。 有效加速主義倡導者會蔑稱主張人工智慧技術難以預測、需要監管等與有效加速主義相左的謹慎保守想法為“末日論者”（英語：doomer）或者“減速主義者”（英語：decel/deceleration）。
有效加速主義的思想核心是堅信不計一切代價推動技术革新是唯一在倫理上正當的行爲。有效加速主義運動帶有烏托邦色彩，提倡人類必須加快進步和建設的步伐，以確保其生存，並將意識傳播至整個宇宙。 其創辦人Guillaume Verdon和筆名Bayeslord將其視為一種「引領下一次意識進化，創造難以想像的下一代生命形式」的方式。

由OpenAI的Will DePue設計由雙曲線構成的有效加速主義符號。

雖然有效加速主義一直被形容為邊緣運動和和類似邪教的運動，但它在2023年已獲得主流能見度。包括投資人马克·安德里森 (Marc Andreessen) 和陳嘉興 (Garry Tan) 在內的多位矽谷高知名度人士在其公開社交媒體個人資料中加入「e/acc」，明確為其背書。

## 歷史
有效加速主義起初被認爲是一個邊緣化的思想運動，然而在2023年這一思想進入了主流視野。多位矽谷要員透過在個人主頁中添加“e/acc”字樣的方式聲援該運動，其中不乏著名風險投資者马克·安德里森和Y Combinator的執行長陳嘉興的身影。其他重要學界商界人物因爲倡導減少對人工智慧的管控，也被視爲該運動的支持者，例如OpenAI的執行長萨姆·阿尔特曼、捲積神經網路發明人杨立昆、還有深度學習泰斗吴恩达。

### 第二次川普總統任期
隨著川普在2024年美國大選中的勝利，有效加速主義的代表性科技人物將佔據要職，如伊隆·馬斯克，主張解除科技監管與加快科技進步。Zynga創辦人馬克·平卡斯便將此勝選評論為「有效加速主義」。

## 外部連結
- （英文）Jezos, Beff; Bayeslord. . Beff's Newsletter. Substack. 10 July 2022.